# Jay Bouwmeester
Pour les articles homonymes, voir Bouwmeester.
Jay Daniel Bouwmeester, né le 27 septembre 1983 à Edmonton, dans la province de l'Alberta au Canada, est un joueur professionnel canadien de hockey sur glace. Il est sélectionné au troisième rang par les Panthers de la Floride du repêchage d'entrée de 2002 dans la Ligue nationale de hockey. Il est cinquième dans l'histoire de la LNH pour le plus grand nombre de matchs consécutifs avec 737 matchs.
Il a représenté l'équipe du Canada à plusieurs reprises. Il est apparu à trois championnats du monde junior entre 2000 et 2002, remportant une médaille d'argent et deux médailles de bronze. Il fait ses débuts en tant que senior en 2003, remportant son premier de deux titres consécutifs de championnat du monde. Bouwmeester a été un membre de l'équipe championne de la Coupe du monde 2004 et a joué avec son pays lors des Jeux olympiques de 2006.

## Biographie

### Carrière junior
Jay Daniel Bouwmeester est né le 27 septembre 1983 à Edmonton dans la province d'Alberta au Canada de Dan et Jena Bouwmeester et il a une sœur aîné nommée Jill. Son père est un enseignant à l'école et entraîneur, et il avait joué au hockey sur glace avec Golden Bears de l'Université de l'Alberta. Bouwmeester est un joueur naturellement doué ; son père lui a dit qu'il peut contrôler une crosse de hockey très jeune, et qu'il a appris à patiner après avoir appris à marcher. Il est très athléthique puisqu'il joue aussi au baseball, au football, au volley-ball et au basket-ball. Ayant un talent naturel pour le hockey, il apprend à y jouer dans la patinoire que son père a installé et dans le sous-sol de sa maison.
Bouwmeester a joué au hockey bantam et midget avec le Edmonton South Side Athletic Club, remportant le championnat midget de l'Alberta en 1997-1998. Il est le premier joueur sélectionné lors de la séance de repêchage bantam de la Ligue de hockey de l'Ouest par les Tigers de Medicine Hat,, et prend part à huit rencontres avec les Tigers en 1998-1999.
Il joue en tant que joueur permanent des Tigers depuis 1999-2000 où il récolte 34 points en 64 parties alors âgé de 16 ans. Ses performances offensives s'améliorent pendant les deux saisons suivantes : 53 points en 2000-2001 et 61 points en 2001-2002. Il est nommé dans l'équipe d'étoiles de la LHOu dans l'association de l'Est, et il est considéré comme étant le meilleur espoir pour le repêchage d'entrée de 2002 dans la Ligue nationale de hockey. Il termine finalement troisième joueur sélectionné par les Panthers de la Floride derrière Rick Nash par les Blue Jackets de Columbus et Kari Lehtonen par les Thrashers d'Atlanta.

### Les Panthers de la Floride

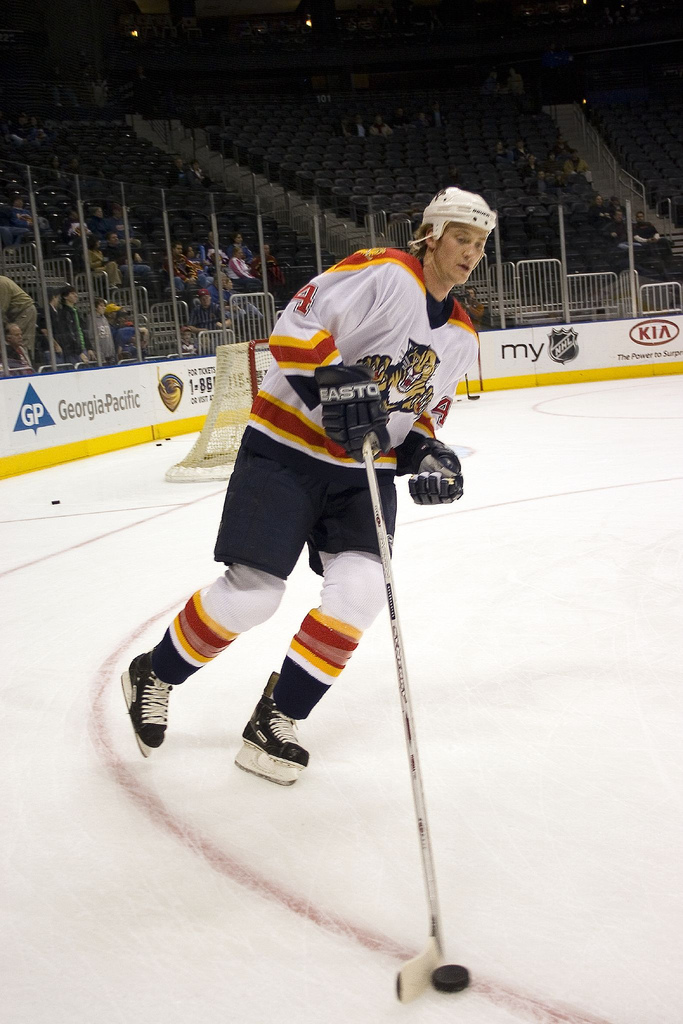
Bouwmeester avec les Panthers de la Floride.

Bouwmeester fait ses débuts avec les Panthers en 2002-2003 où il joua l'intégralité des 82 matchs. Il marque son premier but dans la LNH le 11 novembre 2002 contre les Blackhawks de Chicago et termine la saison avec quatre buts et 16 points. Il est nommé dans l'équipe d'étoiles des recrues dans la LNH.
La saison suivante, il réalise 20 points en 61 matchs malgré une blessure au pied qui lui fait manquer 18 parties. La saison 2004-2005 a été annulée en raison d'un lock-out  et Bouwmeester joue dans la Ligue américaine de hockey avec le club-école des Panthers, le Rampage de San Antonio, mais éprouve de la difficulté à s'adapter dans les ligues mineures. Bouwmeester joue le Match des Étoiles de la LAH et est prêté aux Wolves de Chicago alors que le Rampage est éliminé des séries éliminatoires. Bouwmeester et les Wolves atteignent la finale de la Coupe Calder, mais sont balayés 4 matchs à 0 par les Phantoms de Philadelphie.
Bowmeester retourne dans la LNH pour la saison 2005-2006, marquant 5 buts, 41 aides et 46 points en 82 matchs et, en février 2006, il a été sélectionné pour jouer avec l'équipe du Canada aux Jeux olympiques de 2006 pour remplacer Scott Niedermayer qui est blessé au genou. Lors de la saison morte à Edmonton, il se fait parler de lui lorsqu'il a été arrêté pour délit de conduite sous l'empire d'un état alcoolique et a plaidé coupable l'été suivant. Il reçoit comme sanction une amende de 1 000 dollars et perd son permis de conduire pour un an.
En 2006-2007, il joue encore une fois les 82 matchs de son équipe et marque 12 buts. Bouwmeester joue son premier Match des étoiles dans la LNH, représentant les Panthers dans le match qui a eu lieu à Dallas.
La saison suivante, Bouwmeester s'améliore encore et marque 15 buts en jouant de nouveau tous les matchs des Panthers. Il mène également la ligue avec le temps sur la glace avec une moyenne de 27 minutes et 28 secondes par match. Au lieu de signer un contrat à long terme avec l'équipe, il préfère une prolongation de contrat d'un an et 4,875 millions de dollars le 28 janvier 2008 et deviendra agent libre sans compensation en juillet 2009.
Il atteint de nouveau la marque des 15 buts lors de la saison 2008-2009. Il joue tous les matchs de son équipe et devient le nouvel homme de fer de la ligue après qu'une blessure de Andrew Brunette du Wild du Minnesota met fin à la séquence de 509 matchs consécutifs de ce dernier. Il joue le 57e Match des étoiles de la LNH à Montréal où il marqua un but pour l'association de l'Est. Alors que la saison régulière va bientôt se terminer et que les Panthers luttent pour une place en séries éliminatoires, ils sont incapables de faire signer un nouveau contrat à Bouwmeester. Malgré de nombreuses équipes qui souhaitent obtenir ses services, le DG des Panthers Jacques Martin préfère ne pas échanger Bouwmeester. Il termine la saison avec l'équipe et sont éliminés des séries avec 93 points et la neuvième place de l'association.

### Les Flames de Calgary
Incapables de parvenir à un accord, les Panthers échangent Bouwmeester aux Flames de Calgary en retour du défenseur Jordan Leopold et d'un choix de troisième ronde au repêchage de 2009 le 27 juin 2009. Trois jours plus tard, Bouwmeester et les Flames s'entendent sur un contrat de cinq ans et 33 millions de dollars.
À sa première saison à Calgary, il ne marque que trois buts, quatre la saison suivante et cinq en 2011-2012. Bien qu'il ne connait pas les mêmes performances offensives qu'il a eu avec les Panthers, il ne manque pas un match avec les Flames et à chaque saison, il est le meneur de l'équipe pour le temps passé sur la glace, avec une moyenne de plus de 25 minutes passés sur la glace par match.
Le 15 mars 2011, il joue son 496e match consécutif pour briser le record de la ligue du plus grand nombre de matchs consécutifs pour un défenseur qui appartenait à Kārlis Skrastiņš.

### Les Blues de Saint-Louis

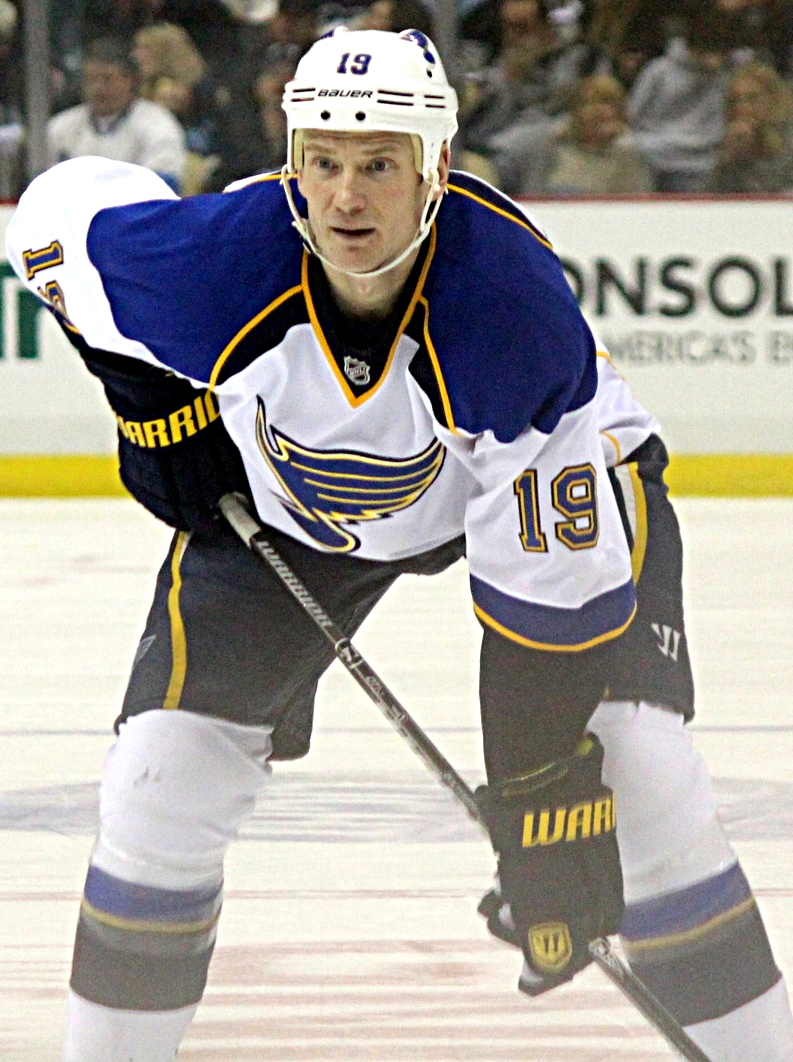
Bouwmeester avec les Blues de Saint-Louis.

Le 1er avril 2013, il est échangé aux Blues de Saint-Louis en retour d'un choix de première ronde conditionnel en 2013 et des espoirs Mark Cundari et Reto Berra. Avec les Blues, il parvient enfin à jouer les séries éliminatoires de la Coupe Stanley, l'équipe étant classée à la quatrième place de l'association de l'Ouest. Malgré une avance de 2 matchs à 0 au premier tour contre les Kings de Los Angeles, les Blues sont éliminés des séries 4 matchs à 2.
Après cette saison, il signe un contrat de 5 ans d'une valeur de 27 millions de dollars avec les Blues. Au cours de la saison 2013-2014, il réalise 37 points, dont 4 buts et 33 aides, pour réaliser sa meilleure saison depuis 2008-2009.
La saison suivante, il se blesse au bas du corps lors d'un match contre les Sénateurs d'Ottawa le 22 novembre 2014 et sa blessure met un terme à sa séquence de 737 matchs consécutifs qui a débuté le 6 mars 2004. Il s'agit alors de la cinquième plus longue série de matchs consécutifs dans l'histoire de la LNH.

### Carrière internationale
Bouwmeester représente le Canada au niveau international.
Il a joué trois championnats du monde junior avec l'équipe canadienne. Lors du tournoi de 2000, il est le plus jeune joueur à représenter le Canada dans un championnat du monde junior à seize ans et trois mois. Ils remportent la médaille de bronze lors de la petite finale contre l'équipe des États-Unis. L'année suivante, ils remportent une deuxième médaille de bronze mais cette fois-ci contre la Suède. En 2002, Bouwmeester et l'équipe canadienne remporte la médaille d'argent, après une défaite en finale 5-4 contre la Russie.
Il joue pour la première fois dans l'équipe senior lors du championnat du monde 2003. Bouwmeester termine deuxième pointeur défenseur du tournoi avec sept points et alors que le Canada remporte la médaille d'or contre les Suédois, il est élu meilleur défenseur du championnat et fait partie de l'équipe-type du tournoi en compagnie de Ľubomír Višňovský en défense, Peter Forsberg, Mats Sundin et Dany Heatley en attaque ainsi que Sean Burke dans les buts.
Bouwmeester remporte une seconde médaille d'or en 2004 et termine avec trois points en neuf matchs. Il a marqué le but gagnant lors de la victoire 5-3 des Canadiens face à la même Suède. Il a joué la Coupe du monde 2004 organisée par la LNH afin de remplacer Chris Pronger qui est blessé. Il a pris part à quatre matchs où le Canada remporte la médaille d'or.
Il a été sélectionné pour jouer avec l'équipe du Canada aux Jeux olympiques de 2006 pour remplacer Scott Niedermayer qui est blessé au genou. Il prend part à six rencontres où il ne réalise pas le moindre point et le Canada va s'incliner en quarts de finale face à la Russie pour terminer à la septième place. En 2008, il joue les neuf matchs de son équipe et vont s'incliner par la marque 5-4 en prolongation contre l'équipe russe pour se contenter de la médaille d'argent. Bouwmeester a participé au camp d'entraînement du Canada afin de participer aux Jeux olympiques de 2010 se tenant à Vancouver, mais n'est pas dans la formation fin décembre 2009.
Bouwmeester prend part aux Jeux olympiques de 2014 et joue l'intégralité des six matchs de l'équipe canadienne. Lors de la demi-finale contre les États-Unis, le défenseur albertain est crédité d'une aide sur le seul but du match inscrit par Jamie Benn. Le Canada remporte la médaille d'or après une victoire 3-0 contre la Suède en finale.

## Statistiques

### En club
| Saison     | Équipe                 | Ligue      |       | Saison régulière | Saison régulière | Saison régulière | Saison régulière | Saison régulière |   | Séries éliminatoires | Séries éliminatoires | Séries éliminatoires | Séries éliminatoires | Séries éliminatoires |
| Saison     | Équipe                 | Ligue      | PJ    | B                | A                | Pts              | Pun              | PJ               | B | A                    | Pts                  | Pun                  |                      |                      |
| 1997-1998  | Edmonton SSAC          | AMBHL      | 35    | 13               | 36               | 49               | 28               | -                | - | -                    | -                    | -                    |                      |                      |
| 1998-1999  | Tigers de Medicine Hat | LHOu       | 8     | 2                | 1                | 3                | 2                | -                | - | -                    | -                    | -                    |                      |                      |
| 1999-2000  | Tigers de Medicine Hat | LHOu       | 64    | 13               | 21               | 34               | 26               | -                | - | -                    | -                    | -                    |                      |                      |
| 2000-2001  | Tigers de Medicine Hat | LHOu       | 61    | 14               | 39               | 53               | 44               | -                | - | -                    | -                    | -                    |                      |                      |
| 2001-2002  | Tigers de Medicine Hat | LHOu       | 61    | 11               | 50               | 61               | 42               | -                | - | -                    | -                    | -                    |                      |                      |
| 2002-2003  | Panthers de la Floride | LNH        | 82    | 4                | 12               | 16               | 14               | -                | - | -                    | -                    | -                    |                      |                      |
| 2003-2004  | Panthers de la Floride | LNH        | 61    | 2                | 18               | 20               | 30               | -                | - | -                    | -                    | -                    |                      |                      |
| 2003-2004  | Rampage de San Antonio | LAH        | 2     | 0                | 1                | 1                | 2                | -                | - | -                    | -                    | -                    |                      |                      |
| 2004-2005  | Rampage de San Antonio | LAH        | 64    | 4                | 13               | 17               | 50               | -                | - | -                    | -                    | -                    |                      |                      |
| 2004-2005  | Wolves de Chicago      | LAH        | 18    | 6                | 3                | 9                | 12               | 18               | 0 | 0                    | 0                    | 14                   |                      |                      |
| 2005-2006  | Panthers de la Floride | LNH        | 82    | 5                | 41               | 46               | 79               | -                | - | -                    | -                    | -                    |                      |                      |
| 2006-2007  | Panthers de la Floride | LNH        | 82    | 12               | 30               | 42               | 66               | -                | - | -                    | -                    | -                    |                      |                      |
| 2007-2008  | Panthers de la Floride | LNH        | 82    | 15               | 22               | 37               | 72               | -                | - | -                    | -                    | -                    |                      |                      |
| 2008-2009  | Panthers de la Floride | LNH        | 82    | 15               | 27               | 42               | 68               | -                | - | -                    | -                    | -                    |                      |                      |
| 2009-2010  | Flames de Calgary      | LNH        | 82    | 3                | 26               | 29               | 48               | -                | - | -                    | -                    | -                    |                      |                      |
| 2010-2011  | Flames de Calgary      | LNH        | 82    | 4                | 20               | 24               | 44               | -                | - | -                    | -                    | -                    |                      |                      |
| 2011-2012  | Flames de Calgary      | LNH        | 82    | 5                | 24               | 29               | 26               | -                | - | -                    | -                    | -                    |                      |                      |
| 2012-2013  | Flames de Calgary      | LNH        | 33    | 6                | 9                | 15               | 16               | -                | - | -                    | -                    | -                    |                      |                      |
| 2012-2013  | Blues de Saint-Louis   | LNH        | 14    | 1                | 6                | 7                | 6                | 6                | 0 | 1                    | 1                    | 0                    |                      |                      |
| 2013-2014  | Blues de Saint-Louis   | LNH        | 82    | 4                | 33               | 37               | 20               | 6                | 0 | 1                    | 1                    | 2                    |                      |                      |
| 2014-2015  | Blues de Saint-Louis   | LNH        | 72    | 2                | 11               | 13               | 24               | 6                | 0 | 0                    | 0                    | 2                    |                      |                      |
| 2015-2016  | Blues de Saint-Louis   | LNH        | 72    | 3                | 16               | 19               | 18               | 20               | 0 | 4                    | 4                    | 24                   |                      |                      |
| 2016-2017  | Blues de Saint-Louis   | LNH        | 81    | 1                | 14               | 15               | 28               | 11               | 0 | 0                    | 0                    | 4                    |                      |                      |
| 2017-2018  | Blues de Saint-Louis   | LNH        | 35    | 2                | 5                | 7                | 16               | -                | - | -                    | -                    | -                    |                      |                      |
| 2018-2019  | Blues de Saint-Louis   | LNH        | 78    | 3                | 14               | 17               | 40               | 26               | 0 | 7                    | 7                    | 18                   |                      |                      |
| 2019-2020  | Blues de Saint-Louis   | LNH        | 58    | 1                | 8                | 9                | 20               | -                | - | -                    | -                    | -                    |                      |                      |
| Totaux LNH | Totaux LNH             | Totaux LNH | 1 240 | 88               | 336              | 424              | 635              | 75               | 0 | 13                   | 13                   | 50                   |                      |                      |

### En équipe nationale
| Année | Évènement                   |   | PJ | B | A | Pts | Pun | +/-                |  | Résultat |
| 2000  | Championnat du monde junior | 7 | 0  | 0 | 0 | 2   | +2  | Médaille de bronze |  |          |
| 2001  | Championnat du monde junior | 7 | 0  | 2 | 2 | 6   | 0   | Médaille de bronze |  |          |
| 2002  | Championnat du monde junior | 7 | 0  | 2 | 2 | 10  | +11 | Médaille d'argent  |  |          |
| 2003  | Championnat du monde        | 9 | 3  | 4 | 7 | 4   | +3  | Médaille d'or      |  |          |
| 2004  | Championnat du monde        | 9 | 2  | 1 | 3 | 0   | +5  | Médaille d'or      |  |          |
| 2004  | Coupe du monde              | 4 | 0  | 0 | 0 | 0   | +3  | Vainqueur          |  |          |
| 2006  | Jeux olympiques             | 6 | 0  | 0 | 0 | 0   | +4  | Septième place     |  |          |
| 2008  | Championnat du monde        | 9 | 0  | 0 | 0 | 4   | -1  | Médaille d'argent  |  |          |
| 2012  | Championnat du monde        | 8 | 0  | 2 | 2 | 0   | +7  | Cinquième place    |  |          |
| 2014  | Jeux olympiques             | 6 | 0  | 1 | 1 | 0   | +3  | Médaille d'or      |  |          |

## Trophées et honneurs personnels
- 1999-2000 : nommé dans l'équipe d'étoiles des recrues de la Ligue canadienne de hockey.
- 2001-2002 : nommé dans la première équipe d'étoiles de l'association de l'Est de la LHOu.
- 2002-2003 : nommé dans l'équipe d'étoiles des recrues de la LNH.
- 2004-2005 : participe au Match des étoiles de la LAH.
- 2006-2007 : participe au 55e Match des étoiles de la LNH.
- 2008-2009 : participe au 57e Match des étoiles de la LNH.
- 2018-2019 : champion de la coupe Stanley